# Горн (поэма)
«Горн» (также «Роман о Горне», «Горн и Ригмель») — англо-нормандская поэма конца XII века, автор которой называет себя Томасом. На этом основании приписывается (предположительно) Томасу Британскому.
Поэма написана рифмованным александрийским стихом; насчитывает более 5000 строк. Стихи организованы в лессы, что является несомненным формальным признаком chanson de geste. Однако материал поэмы романический, и под его влиянием изменяется формульный стиль, исчезают устойчивые эпитеты, почти нет отмеченных пауз, обозначающих конец сеанса рецитации. Фактически это жанровый гибрид романа и песни о деяниях.

## Содержание
На владения юного рыцаря Горна, Суддену (возможно, южный Девоншир), нападают сарацины, отбирают его земли, а самого отправляют с несколькими спутниками в утлом судёнышке по воле волн. Море прибивает лодку к английскому берегу, и Горн попадает ко двору короля Хунлафа, где получает куртуазное воспитание. Там в него влюбляется принцесса Ригмель, но вовлечённый в военные дела Горн сначала игнорирует её любовь. Он удачно отражает нападение сарацин и героически сражается с их вождём Мармореном. За это Горн получает звание сенешаля. Превратности судьбы заносят его в Ирландию, ко двору короля Гудреха, где он внушает любовное чувство принцессе Лембурк. Горн много сражается с новыми полчищами сарацин, затем отвоевывает родной фьеф и женится на Ригмель.

## Историческая основа
«Сарацины» в поэме носят явно германские имена: Гудольф, Хильдебранд, Эгольф, Гудбранд, Родмунд, Херебранд. Это говорит о том, что поэма отражает какие-то нападения на Британские острова континентальных германцев.

## Переработки
Поэма легла в основу среднеанглийского романа «Король Горн» (англ. King Horn).

## Издания
- Horn et Rimenhild, chanson de geste éditée par Fr.Michel. Paris, 1845.
- The Romance of Horn, by Thomas. Edited by M.K.Pope. Oxford, 1955—1964, 2 vol.